# Leszczynko
Leszczynko – dzielnica i część miasta Leszna. Znajduje się pomiędzy ulicami: Jana Pawła II, 17 Stycznia, Lipową, 1 Maja i Okrężną.
Przy ulicy Henryka Sienkiewicza oraz przy 17 Stycznia znajdują się zabytkowe kamieniczki dobrze pod względem architektonicznym wpasowane w wygląd i charakter dzielnicy. Znaleźć tutaj można także zabytkowe koszary wojskowe pochodzące z 1902 roku, w których stacjonują żołnierze 4 Pułku Przeciwlotniczego. Natomiast przy ulicy 17 Stycznia stoi dom w którym w okresie II wojny światowej mieścił się posterunek gestapo. Przy parku im. Jana Jonstona istnieje budynek w którym od 1926 roku znajdowały się koszary im. Króla Stanisława Leszczyńskiego. Kilkadziesiąt lat później w obiekcie usytuowano Szkołę Podstawową nr 7 oraz Zespół Szkół Specjalnych nr 6, które istnieją tam do dziś. Tuż obok, w 2001 roku wybudowano Środowiskową Pływalnie Edukacyjną. W północno-zachodnim krańcu dzielnicy znaleźć można zabytkowe obiekty, natomiast w jej południowo-wschodniej części przeważa nowoczesny styl architektoniczny z budownictwem jedno i wielorodzinnym z przełomu lat 70 i 80.
W centralnej części Leszczynka położony jest Stadion żużlowy im. Alfreda Smoczyka, na którym rozgrywane są mecze Unii Leszno, a także między innymi cykle Grand Prix na żużlu. W okolicy mieści się również stadion Polonii 1912 Leszno oraz tor speedrowerowy. W pobliżu, w Parku Tysiąclecia znajduje się Mini ZOO oraz park linowy. W dzielnicy Leszczynko znaleźć można kilka monumentów, m.in. pomnik Alfreda Smoczyka, Pomnik Żołnierzom Garnizonu Leszczyńskiego, monument na cześć Stefana "Grota" Roweckiego oraz kilka pamiątkowych tablic.
Na południu dzielnicy znajduje się Strefa Inwestycyjna I.D.E.A. należąca do Wałbrzyskiej Specjalnej Strefy Ekonomicznej "Invest-Park".

## Nazwa
Nazwa Leszczynko w pewnym stopniu nawiązuje do istniejącej w początkach Leszna (w miejscu dzisiejszej dzielnicy Leszczynko) osady, której nazwa brzmiała Leszczno lub Leszczyn. Można także założyć, że nazwa, podobnie jak w przypadku Leszna zaczerpnięta została od krzewów leszczyny, które dawniej bogato porastały pobliskie tereny.

## Obiekty
- Stadion żużlowy im. Alfreda Smoczyka
- park Jana Jonstona
- park Tysiąclecia
- tor speedrowerowy Szawer Leszno
- stadion Polonii Leszno
- mini ZOO
- park linowy
- pływalnia odkryta (park Tysiąclecia)
- Środowiskowa Pływalnia Edukacyjna
- studio i redakcja Radio Elka
- jednostka wojskowa 3477
- budynek gimnazjum 4 oraz II Liceum Ogólnokształcącego
- budynek Szkoły Podstawowej nr 7 i Szkoły Specjalnej nr 6
- Komenda Miejska Państwowej Straży Pożarnej
- Komenda Miejska Policji
- Galeria Leszno